# 国立水俣病総合研究センター
国立水俣病総合研究センター（こくりつみなまたびょうそうごうけんきゅうセンター、英: National Institute for Minamata Disease; NIMD）とは、四大公害病の1つに数えられる、水俣病の研究の推進に役立つように総合的医学研究を実施して、患者の医療の向上を図ることを目的として設置された施設である。環境省環境調査研修所の所属機関。所在地は熊本県水俣市浜。

## 組織
所長の下に1課・4部が形成され、そこからさらに2つの係、8の研究室が設けられている。
- 総務課
  - 庶務係
  - 経理係
- 国際・総合研究部
  - 国際情報室
    - 国際係
    - 情報係

  - 地域政策研究室
  - 水銀分析技術研究室
- 臨床部 - メチル水銀中毒の臨床医学的問題の解明やそれらに関する国際的問題の解決などの医学的研究や臨床業務をこなす。
  - 総合臨床室
  - リハビリテーション室
- 基礎研究部
  - 毒性病態研究室
  - 生理影響研究室
  - 衛生科学研究室
- 環境・保健研究部
  - 生態学研究室
  - 環境科学研究室
  - 環境保健研究室

## 沿革
- 1973年5月：三木武夫環境庁長官が本センターの設立の旨を水俣市で発表
- 1978年10月：「国立水俣病研究センター」が2部1課（臨床部、基礎研究部、総務課）で発足
- 1979年4月：疫学研究部が新設
- 1980年：SPF実験棟完成
- 1996年：世界保健機関（WHO）協力センター開所式、中大動物実験棟完成
- 1988年：アイソトープ実験棟完成
- 1996年：リサーチ・リソース・バンク棟完成、「国立水俣病総合研究センター」に改組、国際・総合研究部が新設
- 1997年：国際研究協力棟完成
- 2000年：廃液処理棟館完成
- 2001年：水俣病情報センターを開館、国際水銀会議2001事務局
- 2003年：環境調査研修所に組織統合
- 2005年：共同研究実習棟完成
- 2006年：水俣病公式発見50年により、記念事業の実行委員会に参加、介護予防等在宅支援モデル事業開始
- 2007年：「出水リハビリテーションセンター」開所

## 施設
- 管理研究棟
- リハビリ棟
- 臨床棟
- リサーチ・リソース・バンク棟：水俣病に関する過去のメチル水銀中毒実験や水俣病発生地の熊本県、新潟県の部検資料を保存して、研究者に研究資料として提供する。
- 動物実験棟：SPF（英語版）（特殊病原菌非汚染）動物実験棟、中大動物実験棟、小動物実験棟の3棟で構成されている。
- アイソトープ実験棟：放射線同位元素（RI）という多方面の分野で用いられるもので、有用な研究手法となっている。
- 特殊廃液処理棟：水銀を筆頭に有害重金属を含む実験廃液の無毒化処理を行う。
- 国際研究協力棟：水銀汚染の国際的調査・研究のために、海外からの研究者に研究所や宿泊所を提供する。
- 共同研究実験棟：環境中における水銀の動態研究を行う。その中でも特に、水と土壌、大気中における水銀の動態が焦点となっている。

## 研究内容
過去10年間の研究業績

### 国際・総合研究部
国際・情報室
世界各国からの研究者を招いて、水銀分析技術・モニタリング技術・臨床診断技術等を共同で実施する。その共同研究に加え、研究者同士で意見交換の場ともなる国際会議も頻度を多くして開催しており、水俣では「NIMDフォーラム」を7度実施している。また海外でも「国際ワークショップ」をタンザニア、ブラジルにて実施している。2001年の国際水銀会議においては中心的立場ですすめた。情報係としては、同じく2001年に「水俣病情報センター」を開設し、「水俣病関連資料総合調査事業」、展示室開設、ホームページ整備などの取り組みを行っている。
社会科学室
2000年に「水俣病の悲劇を繰り返さないために＝水俣病の経験から学ぶもの（橋本道夫編）」に水俣病の歴史的問題点を整理、考察したものを記載して刊行した。現在では、特に地域社会にスポットをあて、関係者からのコメントや写真、情報収集から、差別・偏見・対立などの地域現状を調査し地域復興に取り組む。加えて、年々高齢化の進む水俣病患者、特に小児性患者の生活状況把握を重視して地域の医療福祉事業の向上のために研究を重ねている。
自然科学室
水銀動態調査の展開を中心として、水俣地域だけでなく、西日本各地の内湾の生物調査も7箇所に渡り実施してきた。そこから水銀濃度に関して、低下は見られるものの、未だに他地域と比べて高い度数を示すことがわかった。調査と並行して、開発途上国における水銀問題にも他部と協同で取り組んでいる。対象は中国、インドネシア、ニカラグア等が挙げられ、対象国には環境調査と技術移転を行っている。2005年からは新しく大気中の水銀動態についての研究も行っている。
水銀分析法
水銀分析法＝赤木法は初代国際・総合研究部長の赤木洋勝によって開発された方法で、2004年に環境省によって「水銀分析マニュアル」として編集された。国際的には高い評価を得ており、様々な分野で用いられている。

### 臨床部
総合臨床室
感覚障害、自律神経異常などの（水俣病の特徴）客観的かつ定量化のための方法開発
明確化部分：水俣病が加齢に伴って悪化する症状が加わる。熊本、鹿児島、新潟の症状相違（また熊本と新潟では発症様式が異なることも検証）、脳血管障害の可能性、臍帯水銀が低濃度でも知能検査結果との相関がある。
バイオマーカーを検討中
理学診療科室
患者の多くが健康への不安を抱いていることを明らかにする。
小児性患者は鬱傾向が高いことを明らかにする。
成人性患者は心理的負の因子が大きいことを明らかにする。
- ミトコンドリアによる障害起因
- アポトーシスを引き起こすことを臨床部の中村が世界で初めて明確にする。以降、アポトーシスのシグナル伝達系についての検討をすすめる。

検査室
毒性機構解明に寄与；NMDA受容体が関与、グルタメートニューロンが関与を明確化する
知能障害を不飽和脂肪酸が抑えることを明確にする
薬剤室
細胞内外の水銀排泄剤の併用投与が水銀排泄効果を高くすることを明確化
- カニクイザル利用の胎児期曝露の影響モデル作成
- 大脳の選択的病巣の発生が浮腫の血管圧迫による可能性を明らかにする
- 末梢神経障害の関与を明確化

研究活動外
リハビリテーション主体の療養法や治療法の指導
介護予防事業の開始
健康セミナーの実施
健康管理事業の推進
地方自治体への協力強化（水俣病発生地域環境福祉推進室、ふれあいまちづくり推進委員会、健康調査分析検討事業委員会）

### 基礎研究部
病理室
メチル水銀の遺伝的影響の評価法の開発
メチル水銀による細胞毒性の比較検討
神経機能障害における病因と特性レベルごとの解明
生化学室
慢性曝露の人体影響についての研究
社会科学室との共同作業は毛髪水銀の全国調査である。このデータバンクを作成した。
生理室
水銀耐性微生物の生態学研究※2008年3月に退官した中村邦彦部長の水銀耐性微生物への業績は「素敵な宇宙船地球号」というテレビ朝日系列の番組で－ミクロ生命体が奇跡を起こす－というタイトルでその年6月に放映された。
発生毒性スクリーニング法の開発研究

### 疫学研究部
疫学調査室
メチル水銀汚染とそこからの人体影響についての調査（特に水銀の胎児及び新生児期の危険性を深めている。）厚生労働省へのデータ貢献として高く評価されている。具体的には、水銀が母親よりも胎児により高い度数で危険性を出すことをデータで示した。また母乳からの危険性は小さいことを動物やヒトのデータで明らかにし、食品安全委員会の、魚介類に関する注意には乳児を外すとした決定にも寄与した。
水銀汚染が顕著化していた頃には、昭和29年～34年の間に水俣市全体の男児数が女児数を大幅に下回ったことを研究として報告済みである。
リスク評価室
魚介類には胎児の脳の発達に重要な脂肪酸「DHA（ドコサヘキサエン酸）」があり、水銀とDHAが胎児の血液中でプラスの相関を持っていることを発見した。
水銀の土壌汚染を避けるために水銀の効率的回収方法について研究も進めており、特許を獲得しているという業績も残している。